# Umberto Maglioli
Umberto Maglioli (n. 5 iunie 1928 – d. 7 februarie 1999) a fost un pilot italian de Formula 1 care a evoluat în Campionatul Mondial între anii 1953 și 1957.